# モーリス・コマーシャル J4
モーリス・コマーシャル J4（Morris Commercial J4）は、1960年にモーリス社の子会社であるモーリス・コマーシャル社（Morris Commercial）から発売され、2回のフェイスリフトを経て1974年まで2つの工場で製造された10 cwtクラスのキャブオーバー型のバンである。
エンジンは1622cc のBシリーズ ガソリン エンジン（BMC B-Series engine）と1500ccのディーゼルエンジンが選択できた。ブレーキは全輪ドラムブレーキでサーボ補助は付いていなかった。

## 概要
1960年代、小型バンはしばしば単純にその積載量に応じて命名され、この車も単に「モーリス・10/12 cwt」と呼ばれていた。
コマーシャル J4は最初にモーリス・J4とオースチン・J4として市場に投入されたが、1968年のブリティッシュ・レイランドの再編成で後にブリティッシュ・モーター・ホールディングス（BMH）の傘下となるブリティッシュ・モーター・コーポレーション（BMC）でBMC・J4となった。
生産期間中に内部構造には小さな改良が加えられていたが、1967年になってさえJ4には3速マニュアルトランスミッションのトップギアにしかシンクロメッシュ機構が付いていなかった。エンジンは運転席の2つの座席の間に置かれ、1960年代当時の車としても騒音は相当に酷いものであった。 J4のガソリンエンジン車をベースにしたキャンピングカーが1974年の英国のオートカー誌（Autocar）上でテストされた。この車は最高速度101 km/h (63 mph)、80km/h (0-50 mph)の加速に20.2秒を記録した。このテスト車両は重量2,910ポンドで燃料消費率は22.7 mpgであった。
コマーシャル J4は郵便局（Post Office）の事業用車両として英国の街々でロイヤルメールが郵便の集配に使用する姿が見かけられた。主に大口顧客向けの破格値のおかげで小型商用車としてかなりの成功を収めたが、1965年以降はフロントエンジンのフォード・トランジット（Ford Transit）やレイランド・アトラス（Leyland Atlas）、コマー・FC（Commer FC）や以前はこのクラスの先頭をいっていたが現在は旧態化したベッドフォード・CAといったその他の1960年代／1970年代の英国製小型商用車の陰でひっそりと存続した。実際に競合するバンの中で当時の標準としてもJ4の運転感覚はかなりお粗末なものであった。
J4は1974年にフロント・エンジンのレイランド・シェルパ（Leyland Sherpa）に代替された。シェルパの車体後部は実質J4の物を変更することなく流用しており、様々な形状で2006年まで生産が続けられた。